# Archidiacre de Norfolk
L'Archidiacre de Norfolk est un haut fonctionnaire ecclésiastique de l'Église d'Angleterre, exerçant au sein du diocèse de Norwich. Il est chargé de la supervision du clergé et à la responsabilité des bâtiments ecclésiastiques dans la zone géographique de son archidiaconé.
L'archidiacre actuel est Steven Betts (en), en poste depuis 2012.

## Histoire
L'ancien archidiaconé de Norfolk était une juridiction ecclésiastique au sein du diocèse de Norwich depuis sa création vers 1100 - à l'époque où les premiers archidiacres ont été nommés dans tout le pays.

## Liste des archidiacres
| - avant 1127–après 1166 : Roger - avant 1174–après 1181 : Steingrim - avant 1196–après 1197 : Jean - avant 1198–après 1218 : Geoffrey de Bocland (en) - avant 1227–1228 : Martin de Pattishall (en) (ensuite doyen de St Paul's, 1228) - avant 1230–après 1232 : Robert de Bilneia - avant 1233–après 1233 : R- - avant 1236–1237 : Ralph de Blonville (de Blundeville) - 1237 : Thomas de Lecche - 1237–avant 1245 : Ralph de Blonville (2e fois) - avant 1239–1240 : Simon le Normand - avant 1239–1257 : Walter de Salerne/de Saleron (en), ou de Londres (également doyen de St Paul's à partir de 1254) - 9 juillet 1257–après 1264 : Nicolas de Plimpton - avant 1267–après 1292 : Alain de Freston - avant 1325–après 1325 : R. de S. (possiblement Richard de Stanhowe) - avant 1326–avant 1326 : Thomas de Kerdeston - 25 juillet 1326–avant 1327 : Guillaume de Herlaston - avant 1327–avant 1335 : Adam de Ayremynne - 16 avril 1335–avant 1335 : John Newland - 25 juin 1335–avant 1359 : Robert de Usflet - 4 mars – 22 juin 1351 : John Harewell (en) - 22 mai 1359–avant 1374 : Guillaume de Blythe - 20 juin 1359 – septembre 1359 : Richard de Ravenser - 13 mars 1374–1375 : Robert de Prees/Prots - 28 mars 1375–avant 1385 : Jean de Freton - 18 août 1385–1390 : Richard de Medeford/Mitford (en) - Période de contestation : - 11 avril 1390–avant 1398 : Jean de Middleton - 1392 : Robert de Prees/Prots (2e fois - avant 1391–après 1394 : James Dardani - 20 novembre 1398–1399 : Ralph Selby - 1399–1399 : Jean de Middleton (2e fois) - 29 octobre 1399–1406 : Thomas Langley - 2 septembre 1406–avant 1408 : Richard Dereham - 30 octobre 1408–avant 1412 : John Macworth - 1er juillet 1412-avant 1418 : Richard Dereham (2e fois) - 18 février 1418–1419 : Philip Morgan - 21 décembre 1419–avant 1448 : William Sponne - 14 février 1449–1459 : John Hales (en) - 23 novembre 1459 – 3 janvier 1477 : Thomas Marke - 3 janvier 1477 – 1478 (res.): John Morton - 27 février 1479–1500 : Oliver Dynham (en) - 7 novembre 1500–avant 1522 : Christopher Urswick, doyen de Windsor jusqu'en 1505 et recteur d'Hackney à partir de 1502 (également archidiacre de Wilts ; archidiacre de Richmond jusqu'en 1500 et archidiacre d'Oxford à partir de 1504) - 6 avril 1522–après 1527 : William Stillington - avant 1529–avant 1530 : Thomas Wynter (en) (également doyen de Wells (jusqu'en juin 1529), archidiacre de York (en) et archidiacre de Richmond (jusqu'en 1529) - 1er mars 1530–1531 : Étienne Gardiner - 2 avril 1531–1547 : William Newton (en) - 1548–? : Alexander Carew - 1552–après 1567 : Matthew Carew (en) - 6 avril 1587–avant 1619 : Richard Stokes (en) - 18 décembre 1619–avant 1621 : Francis Mason (en) - 28 décembre 1621–avant 1629 : Thomas Muriell (en) - 18 octobre 1629–? : Writhlington White - 23 septembre 1631–avant 1657 : Robert White (en) - 24 août 1660 – 15 janvier 1661 : Philip Tenison - 15 février 1661 – 28 juin 1698 : Edward Reynolds (en) - 20 juillet 1698–1708 : Charles Trimnell - 11 mars 1708–1721 : Robert Cannon (plus tard doyen de Lincoln) - 7 décembre 1721–1732 : Thomas Tanner (en) - 17 juin 1732–1733 : John Baron (en) (plus tard doyen de Norwich) - 22 novembre 1734–1756 : Samuel Salter - 16 septembre 1756 – 14 mai 1768 : Samuel Stedman - 28 mai 1768 – 1er novembre 1797 : Thomas Warburton - 1er décembre 1797 – –31 janvier 1847 : John Oldershaw (en) - 13 août 1847 – 20 décembre 1849 : Philip Jennings (en) - 20 décembre 1850–avant 1869 : William Bouverie (en) - 1869–1874 : Ralph Blakelock (en) († 1er mars 1882) - 1874–17 octobre 1900 : Henry Nevill (en) - 1900–1901 : William Pelham-Burn (en), - 1901–1916 : Sidney Pelham (en), - 1916–1918 : Charles Lisle Carr (en) - 1918–1920 : George MacDermott (en) - 1920–1934 : Augustus Buckland (en) - 1934–5 octobre 1954 : Arthur Moore (en) - 1955–1962 : Louis Baggott (en) - 1962–13 août 1976 : Eric Cordingly (en) (également évêque suffragant de Thetford (en) depuis 1963) - 1977–1993 : Peter Dawson (en) - 1993–2002 : Michael Handley (en) - 2002–28 février 2012 : David Hayden (en), - depuis le 29 avril 2012 : Steven Betts (en), |